# Ракетный крейсер типа DLGN
Ракетный крейсер типа DLGN — проект атомного ракетного крейсера, разработанного для ВМС США в 1960-х годах. В соответствии с тогдашней классификацией ВМС США именовался фрегатом или ракетным лидером. Проект разрабатывался специально под перспективную боевую информационно-управляющую систему «Тифон», которая должна была заменить состоявшие на вооружении ЗРК серии 3-Т — «Тартар», «Терьер» и «Тэйлос». Разработка «Тифона» столкнулась с большими трудностями, вследствие чего была прекращена в конце 1963 года решением министра обороны США Р. Макнамары. Наработки по проекту были впоследствии использованы при разработке проекта CSGN.

## Проектирование
Проект формировался вокруг БИУС «Тифон», ключевым элементом которой была РЛС AN/SPG-59 с фазированной антенной решёткой. Система отличалась солидными размерами и нуждалась в значительном энергопотреблении, что вынуждало разработчиков создавать для её размещения корабельную платформу солидных размеров. Положение осложнялось курсом, взятым Р. Макнамарой, на оптимизацию оборонных расходов США по критерию стоимость/эффективность. Был разработан целый ряд проектов различной размерности, все они имели ядерную энергетическую установку.
Проект H:
- Длина — 205,7 м;
- Ширина — 22,55 м;
- Осадка — 9,14 м;
- Водоизмещение — 16 100 т;
- Скорость — 30 узлов;
- Ракетное вооружение — 1×2 — «Тифон» LR (60 ракет, включая ASROC), 3×2 — «Тифон» MR (120 ракет);
- Артиллерия — 2×2 Mark 38;
- Авиагруппа — 1 вертолёт «Си Спрайт» или 3 беспилотных аппарата DASH;
- Экипаж — 1040 человек.

Проект SBC 227:
- Длина — 182,9 м;
- Ширина — 18,9 м;
- Осадка — 6,25 м;
- Водоизмещение — 10 900 т;
- Скорость — 30,25 узла;
- Ракетное вооружение — 1×2 — «Тифон» LR (60 ракет, включая ASROC), 2×2 — «Тифон» MR (80 ракет);
- Артиллерия — 1×2 Mark 38;
- Авиагруппа — 1 вертолёт «Си Спрайт» или 3 беспилотных аппарата DASH;
- Экипаж — 601 человек.

Проект F:
- Длина — 176,8 м;
- Ширина — 18,6 м;
- Осадка — 9,14 м;
- Водоизмещение — 9700 т;
- Скорость — 28 узлов;
- Ракетное вооружение — 1×2 — «Тифон» LR (60 ракет, включая ASROC), 2×2 — «Тифон» MR (80 ракет);
- Артиллерия — 2×2 Mark 38;
- Авиагруппа — 1 вертолёт «Си Спрайт» или 3 беспилотных аппарата DASH;
- Экипаж — 518 человек.

В 1963 году был подготовлен последний проект  - SCB 240,65. Однако его высокая стоимость в сочетании с проблемами в разработке и испытаниях БИУС «Тифон» привели к окончательному закрытию программы.